# Mercedes Vaughan
Mercedes Vaughan (Costa Rica) es una actriz y docente costarricense de teatro y televisión, es conocida por interpretar el personaje de Lucrecia Dávalos en la serie de comedia La familia P. Luche así como también por formar parte del elenco de telenovelas, series de televisión y obras de teatro.

## Biografía
Dejó Costa Rica para radicarse en México con el objetivo de convertirse en bailarina profesional; sin embargo se dedicó a la actuación.
En 2002 se integró al elenco de la serie de comedia La familia P. Luche donde interpretó el personaje de la amargada Lucrecia a lado de Eugenio Derbez y Consuelo Duval; en televisión también ha destacado en el elenco de telenovelas como: Querida enemiga, Una familia con suerte, El Bienamado entre otras.
A la par de su carrera de actriz, también trabaja como docente de en el Centro de Educación Artística Infantil de Televisa.

## Filmografía

### Telenovelas
- Supertitlán (2022) - Doña Consuelo[4]
- Ringo (2019) - Martha
- Papá a toda madre (2017-2018) - Madre Queta Mina[5]
- El Bienamado (2017) - Romelia Vargas de Bermejo
- La Vecina (2015-2016) - Mercedes
- De que te quiero, te quiero (2013-2014) - Rosario
- Porque el amor manda (2012-2013) - Bárbara
- Cachito de cielo (2012)
- Una familia con suerte (2011-2012) - Concepción[6]
- Ni contigo ni sin ti (2011)
- Zacatillo, un lugar en tu corazón (2010) - Finita
- Hasta que el dinero nos separe (2009) - Enfermera
- Querida enemiga (2008) - Madre Carmelita
- Así son ellas (2002) - Nora de León
- Soñadoras (1998-1999) - Soledad

### Series
- Una familia de diez (2019-2020) - Doña Sinforosa
- Como dice el dicho (2011-2016)[7]
- Los simuladores (2009)
- La Oreja (2009) - Jenny
- La rosa de Guadalupe (2008-2016)
- Vecinos (2006-2008)
- RBD, la familia (2007) - Beba
- Objetos perdidos (2007)
- La familia P. Luche (2002-2012) - Lucrecia Dávalos
- XHDRBZ (2002)
- Al derecho y al Derbez (1993-1995)